# Yola
Yola è una città della Nigeria, situata nello Stato di Adamawa.